# Sleep Train Arena
Die Sleep Train Arena war eine Mehrzweckhalle in der US-amerikanischen Stadt Sacramento im Bundesstaat Kalifornien. Sie war bis zum Ende der Saison 2015/16 die Spielstätte der Sacramento Kings aus der National Basketball Association (NBA).

## Geschichte
Die damalige ARCO Arena wurde 1988 fertiggestellt und vorwiegend von Privatpersonen finanziert. Bis 2011 trug sie den Namen des Ölkonzerns Atlantic Richfield Company, kurz ARCO. Im Januar 2011 vereinbarten die Besitzerfamilie und der Armband-Hersteller Power Balance, dass die Halle ab dem 1. März 2011 offiziell den Sponsorennamen Power Balance Pavilion trägt.
Nach nur rund 18 Monaten erhielt die Halle im Oktober 2012 einen neuen Namen. Der Matratzen-Einzelhändler Sleep Train wurde Namenssponsor der Spielstätte. Die Arena trug ab November 2012 offiziell den Namen Sleep Train Arena.
Sie war die Heimspielstätte der Sacramento Kings aus National Basketball Association (NBA) sowie der im Jahr 2009 aufgelösten Sacramento Monarchs aus der Women’s National Basketball Association (WNBA). Die Halle bietet 17.317 Sitze, davon 412 Clubsitze und 30 Luxussitze, auf einer Fläche von insgesamt etwa 41.000 m². Mit 40 Mio. US-Dollar war sie das günstigste aller NBA-Stadien.
Nach der Übernahme der Kings durch neue Eigentümer wurden auch Teile der Arena renoviert. So wurden Kabinen, der V.I.P.-Bereich und der Videowürfel überarbeitet und verbessert. Dadurch soll die Arena attraktiv bleiben, bis die neue Arena für die Kings fertiggestellt ist. Am 9. April 2016 fand schließlich das letzte NBA-Spiel der Sacramento Kings in der Sleep Train Arena statt, die zur Spielzeit 2016/17 in das neue Golden 1 Center umzogen. Zum Abschluss der 28-jährigen NBA-Geschichte der Arena bezwangen die Kings die Oklahoma City Thunder mit 114:112.
Die letzte Veranstaltung mit zahlendem Publikum war am 19. September 2016 eine Vorstellung des Ringling Bros. and Barnum & Bailey Circus. Das Zirkusunternehmen war auch die erste Veranstaltung nach der Eröffnung 1988. Noch einmal öffneten sich die Türen der Halle für die Sacramento State Winteranfangsfeierlichkeiten am 16. und 17. Dezember des Jahres. Danach wurde die Halle geschlossen. Über eine Weiternutzung oder einen Abriss wurde damals noch nicht entschieden.
Die Arena wurde in der COVID-19-Pandemie als temporäres Krankenhaus genutzt.
Am 19. März 2022 gab es eine Abschiedsveranstaltung in der Sleep Train Arena, da der Abriss nunmehr beschlossen war. Im September 2022 wurde die Arena abgerissen.
Auf dem Gelände wollte die California Northstate University College of Pharmacy eine medizinische Fakultät und ein hochmodernes Lehrkrankenhaus bauen lassen. Im Frühjahr 2025 war die Fläche allerdings immer noch eine ungenutzte Brachfläche.

## Galerie

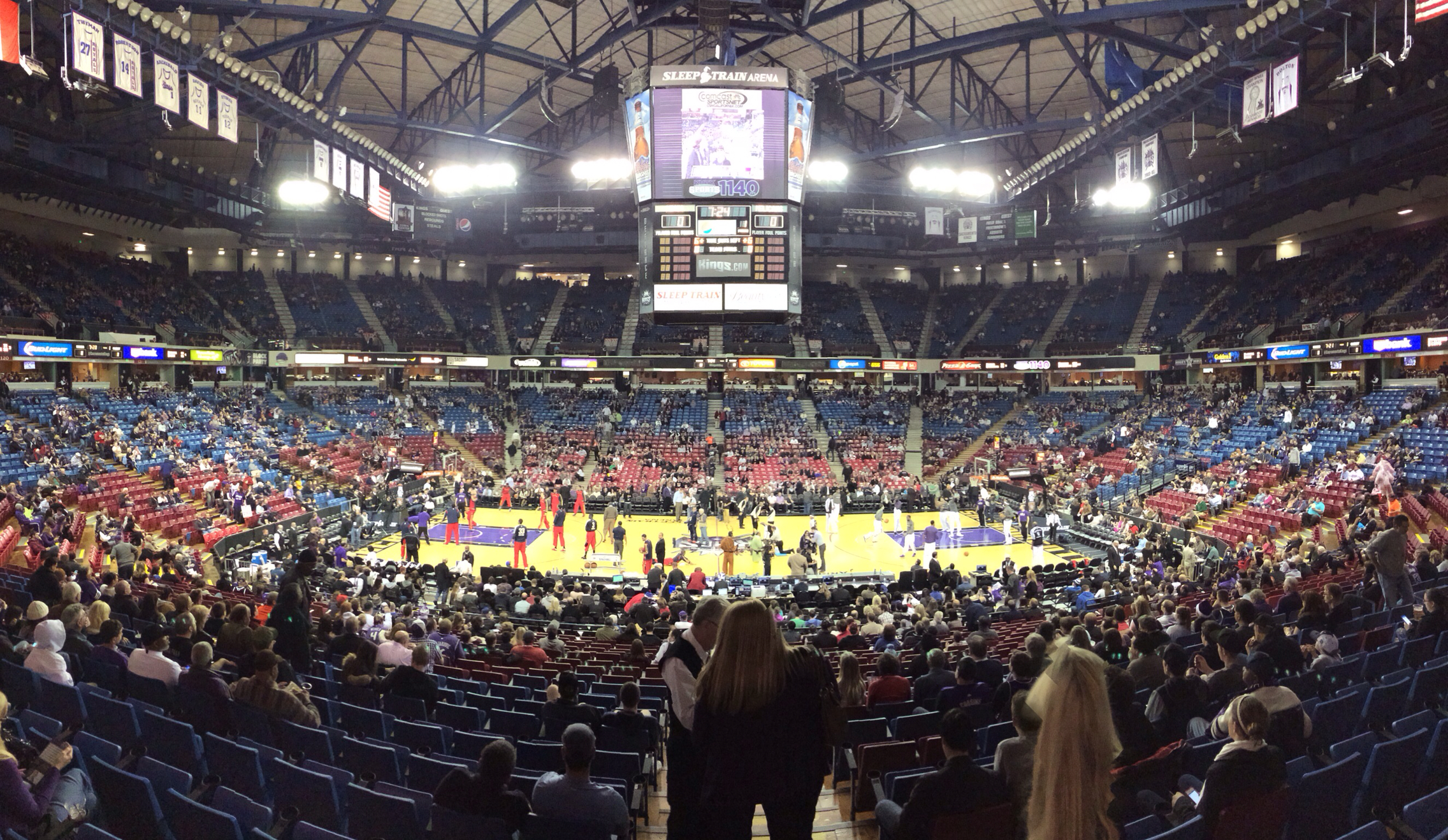
Innenansicht der Sleep Train Arena
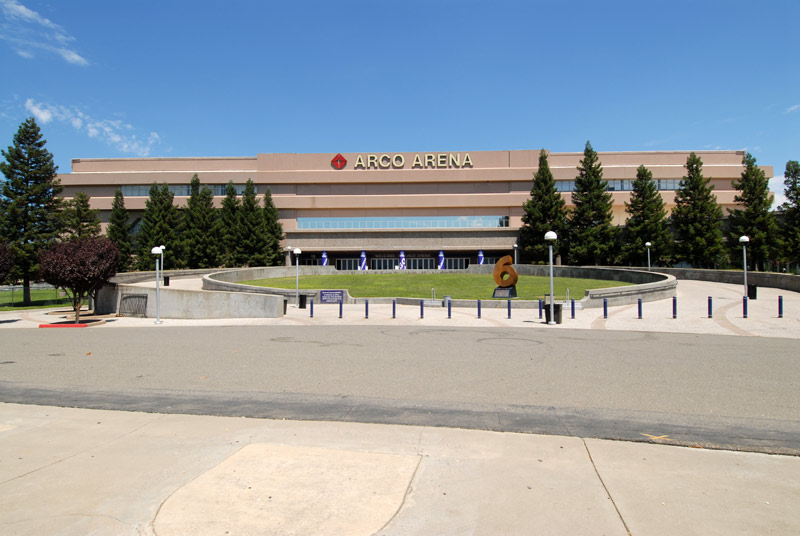
Frontansicht der Arena mit dem ehemaligen Namen Arco Arena
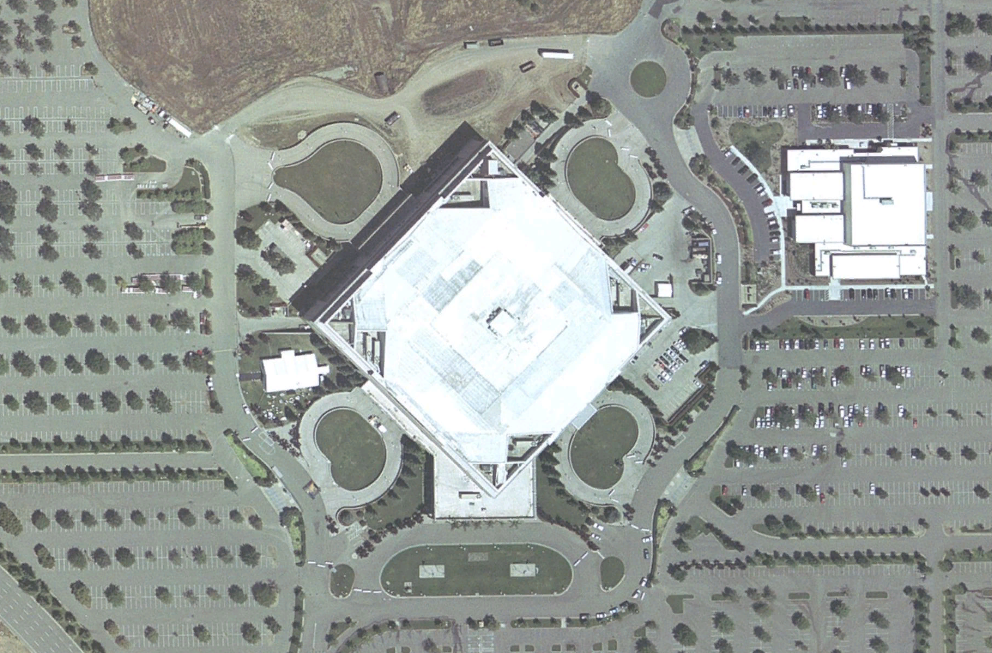
Luftbild der Arena
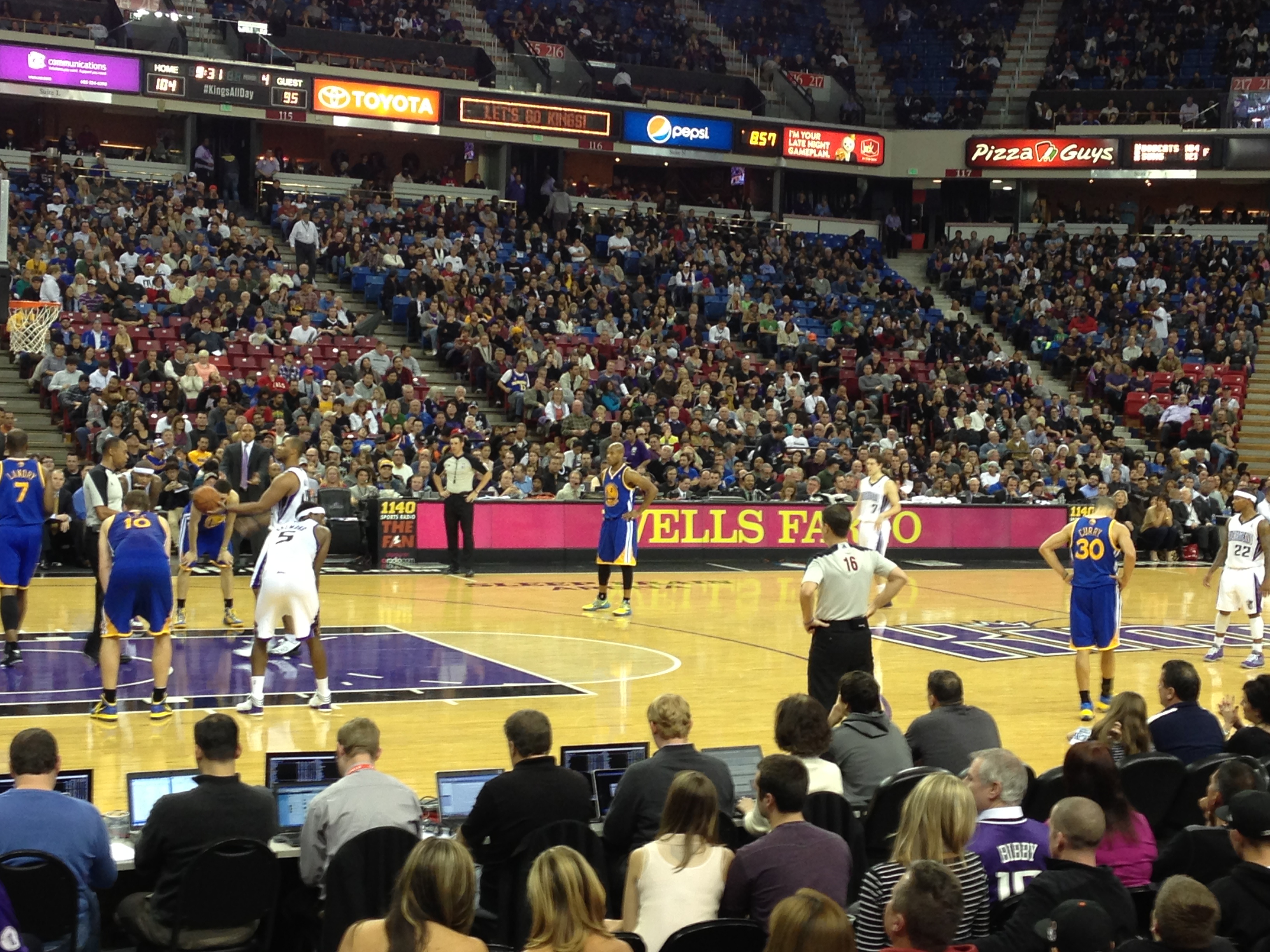
Innenansicht bei einem Spiel der Kings
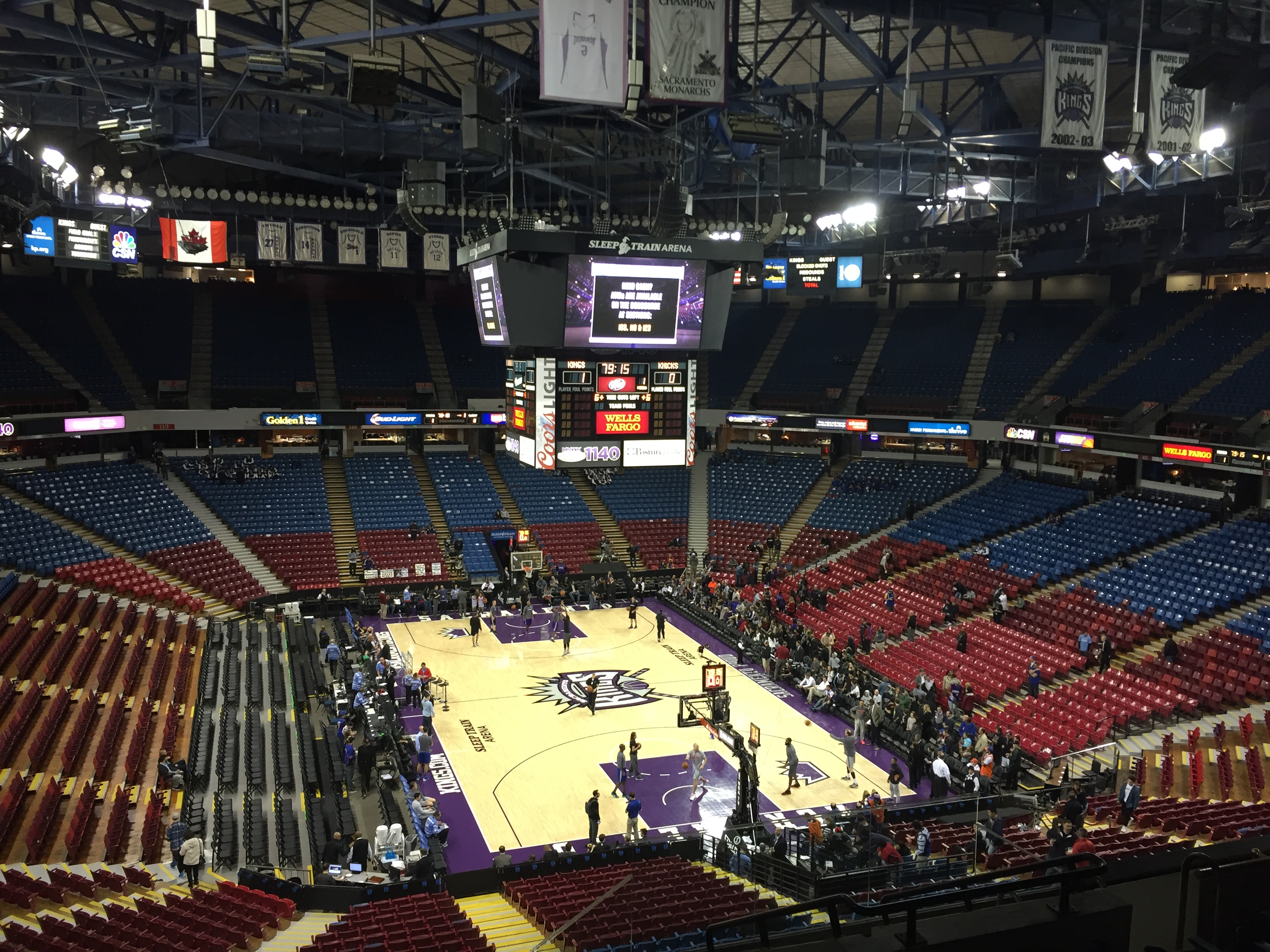
Vor einem Spiel der Kings im, Dezember 2015